# Robert Hirsch (Rechtsanwalt)

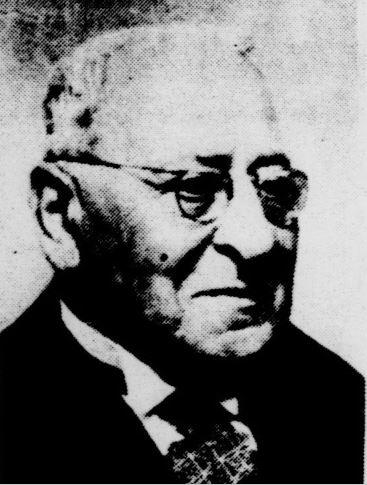
Robert Hirsch (vor 1940)

Robert Hirsch (geboren 10. Juli 1857 in Tübingen; gestorben 14. Januar 1939 in Stuttgart) war ein Rechtsanwalt in Ulm, der über Jahrzehnte zu den profiliertesten jüdischen Bürgern Ulms gehörte. Er war ein Opfer der Verfolgung der Juden unter der nationalsozialistischen Gewaltherrschaft in Deutschland.

## Leben
Robert Hirsch war der jüngste von vierzehn Söhnen des jüdischen Landwirts und Altwarenhändlers Leopold Hirsch (1807–1875) und dessen Ehefrau Therese (geb. Wormser, 1813–1895). Sein Vater hatte 1852 als erster Jude das Bürgerrecht in Tübingen erlangt und in der Folge das Haus Kronengasse 6 erworben, wo Robert Hirsch am 10. Juli 1857 geboren wurde. Er besuchte in Tübingen die Elementarschule und von 1864 bis 1874 das Gymnasium. Im Herbst 1874 schrieb er sich für ein Jurastudium an der Universität Tübingen ein. Er war zwar der Studentenverbindung Landmannschaft Ghibellinia zu Tübingen 1875 beigetreten, geriet jedoch bald mit ihr in Konflikt. 1919 trat er aus der Ghibellinia aus. Nach acht Semestern schloss Hirsch 1878 sein Studium ab und wurde 1881 mit der Arbeit Über den Unterschied zwischen Mitthäterschaft und Beihülfe zum Dr. jur. promoviert.
Nach Bestehen der beiden Höheren Justizdienstprüfungen – das Justizreferendariat leistete er in Ulm ab – wurde Hirsch im Dienst der württembergischen Justizverwaltung im Mai 1880 zunächst Amtsanwalt in Münsingen und ab dem Herbst 1881 stellvertretender Amtsrichter in Aalen, Schorndorf und Backnang. Zwischen 1884 und 1886 schrieb er erfolglos 40 Bewerbungen, um letztlich eine dauerhafte Amtsrichter- oder Hilfsstaatsanwaltsstelle zu erhalten. Der württembergische Justizminister Eduard von Faber riet ihm schließlich, er solle von diesem Berufswunsch abrücken und sich als Rechtsanwalt niederlassen, weil er im Staatsdienst als Jude nicht vorankommen werde. Dieses Gespräch gilt als Schlüsselereignis dafür, dass in Württemberg Juden als Juristen im Staatsdienst keine Karriere machen konnten.

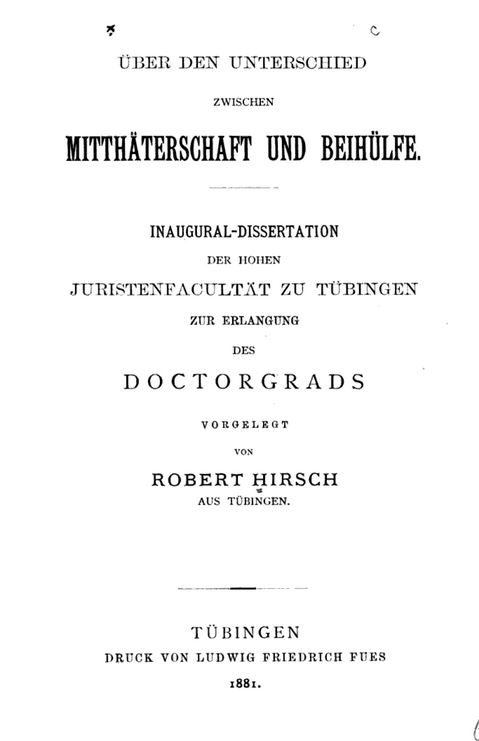
Dissertationsschrift (1881)

Dem Rat des Ministers folgend, ließ sich Hirsch 1886 als Rechtsanwalt und öffentlicher Notar in Ulm nieder, wo auch seine älteren Brüder Julius (1842–1920), Rudolf (geb. 1844) und Heinrich (geb. 1848) wohnten und eigene Firmen betrieben. Dort reüssierte er als einer der angesehensten Rechtsanwälte der Stadt. Seine Rechtsanwaltspraxis befand sich samt Wohnung im Haus Olgastr. 41 und erst ab etwa 1914 im Haus Syrlinstraße 8.
Ab dem 1. Januar 1890 war Hirsch Mitglied der Jüdischen Gemeinde Ulm. Als die Mitglieder des Israelitischen Vorsteheramts mit dem 1888 zum Rabbiner ernannten Seligman Fried in Streit gerieten, war es Hirsch, der als stellvertretender Vorstand des Vorsteheramts ab 1889 binnen eines Jahres für Frieden sorgte. Bei seinem zweiten Versuch, auch in der Ulmer Kommunalpolitik Fuß zu fassen, wurde er im Dezember 1898 in den Ulmer Bürgerausschuss gewählt. Auch bei den Ulmer Freimaurern und innerhalb der (nationalliberalen) Deutschen Partei in Ulm spielte Hirsch eine führende Rolle.
In den 1890er Jahren sah sich Hirsch durch die „schwere Verantwortung“ wegen des in Ulm aufkommenden Antisemitismus belastet, der von der Zeitung Ulmer Schnellpost verbreitet wurde. Hirschs kämpferischem Engagement ist es zuzuschreiben, dass die Zeitung schließlich an Einfluss verlor und der Redakteur Welcker dazu gezwungen wurde, Ulm zu verlassen. 1903 wurde die Zeitung verpachtet. 1912 stellte sie ihr Erscheinen ein. In den Mitteilungen des Vereins zur Abwehr des Antisemitismus dürften einige Beiträge, die Ulm betreffen, von Robert Hirsch stammen.
Im Alter von 76 Jahren gab Hirsch am 29. September 1933 seine Anwaltstätigkeit in Ulm auf. Er zog daraufhin zu seiner Tochter nach Stuttgart und schrieb seine Erinnerungen auf 160 eng beschriebenen Seiten handschriftlich nieder. Das Reichsjustizministerium untersagte ihm 1936, im Ruhestand die Bezeichnung „Rechtsanwalt i. R.“ zu führen. Zu einer geplanten Emigration kam es nach der Reichspogromnacht im November 1938 nicht mehr. Hirsch litt zunehmend unter dem psychischen Terror und Verfolgungsdruck gegenüber der jüdischen Bevölkerung. Zwei Monate nach den Novemberpogromen nahm er sich am 14. Januar 1939 im Alter von 81 Jahren das Leben. Sein Grab befindet sich im jüdischen Teil des Stuttgarter Pragfriedhofs (Lage: Abteilung XXII, Reihe I, Grab Nr. 111).

## Gedenken
An Robert Hirsch und seine Angehörigen erinnern Stolpersteine an der Adresse Gähkopf 31 und 33 in Stuttgart-Nord.
Das Leo Baeck Institute in New York veröffentlichte Teile von Hirschs bis dahin unveröffentlichten Lebenserinnerungen in dem dreibändigen Werk Jüdisches Leben in Deutschland. Selbstzeugnisse zur Sozialgeschichte 1780–1945.
Sein Name ist im Gedenkbuch – Opfer der Verfolgung der Juden unter der nationalsozialistischen Gewaltherrschaft 1933–1945 des deutschen Bundesarchivs erfasst.
Die Historikerin Irmtrud Wojak schildert in ihrer 2009 erschienenen Biografie des Generalstaatsanwalts Fritz Bauer, ein Großneffe von Robert Hirsch, im Kapitel Tübingen, die alte Kronenstraße, die Stille der Alleen auch ausführlich die Lebensgeschichten des Rechtsanwalts Robert Hirsch und seiner Eltern.

## Schriften
- Über den Unterschied zwischen Mitthäterschaft und Beihülfe. Dissertation. Verlag Ludwig Friedrich Fues, Tübingen 1881.
- Erinnerungen des Dr. jur. Robert Hirsch, geboren am 10. Juli 1857 in Tübingen, Rechtsanwalt in Ulm a. D. im Ruhestand in Stuttgart niedergeschrieben von Nov. 1934 bis Feb. 1935. Bd. 1 und Bd. 2. Leo Baeck Institute, Archive, New York; CD und ausgedruckte Transkription von Hansmartin Unger (St. Gallen), StadtA Ulm G 2 Hirsch, Robert. Leo Baeck Institute, Archive, New York:  (Zugriff: 14. Januar 2021).
- Erinnerungen, Ms. Auszug, in: Monika Richarz (Hrsg.): Jüdisches Leben in Deutschland.  Band 2: Selbstzeugnisse zur Sozialgeschichte im Kaiserreich. Stuttgart : DVA, 1979, S. 283–288
- Wilfried Setzler (Hrsg.): Robert Hirsch (1857-1939). Ein jüdischer Schwabe, seine Familie und seine Erinnerungen. Herausgegeben, ediert und kommentiert von Wilfried Setzler (= Beiträge zur Tübinger Geschichte, Bd. 15). Thorbecke, Ostfildern 2023, ISBN 978-3-7995-2046-1.